# 亞拉文·雅迪嘉
亞拉文·雅迪嘉（Aravind Adiga，1974年10月23日—）是一名印度裔澳洲小說家，他生於印度泰米爾納德邦馬德拉斯，即現今的清奈，他來自官宦家庭，祖父是卡納塔克邦銀行的創始人，成長後隨家人移民到澳洲，又到紐約哥倫比亞大學讀書，師隨西蒙·沙瑪。畢業後他在多間雜誌社擔任記者，包括《金融時報》與《時代》。2008年，他推出處女作《白老虎》，即奪得2008年布克獎，成為第四位印度裔獲得此殊榮，该作品后来被改编为同名电影。

## 生平
1974年10月23日出生于马德拉斯（现在的金奈），父母是K. Madhava Adiga和Usha Adiga。
雅迪嘉在门格洛尔长大，在Canara High School高中学习，然后在St. Aloysius College学院学习，在那里他于1990年完成了他的SSLC并获得了本邦SSLC的第一名（他的哥哥Anand在本邦SSLC中排名第二）
在与家人移居澳大利亚悉尼之后，他在James Ruse Agricultural High School继续学习。后来，他在纽约市哥伦比亚大学学习英语文学。在西蒙·沙玛的领导下于1997年以優秀畢業生第二名毕业。他还在牛津大学莫德林学院学习过，他的导师是Hermione Lee。

## 著作
- 《The White Tiger: A Novel》，2008，Simon & Schuster, Inc.。 ISBN 9781416562603
- 《Amnesty》，2020，Simon & Schuster, Inc.。ISBN 9781982127244